# The Shirtless Violinist
Matthew Olshefski (hay còn gọi là Shirtless Violinist) là một Youtuber đến từ khu vực Seattle. Anh thường được biết đến với biệt danh là "Nghệ sĩ vĩ cầm cởi trần".
Olshefski bắt đầu chơi vĩ cầm từ năm 3 tuổi và từ đó trở thành một nhạc sĩ kiêm giáo viên chuyên nghiệp. Olshefski bắt đầu cởi trần để biểu diễn khi đang đi nghỉ ở Bờ biển Thái Bình Dương, khi bạn trai của Olshefski dùng điện thoại để quay video anh chơi vĩ cầm ngoài trời nhìn ra đại dương. Olshefski công khai là người đồng tính và âm nhạc của anh thường kết hợp yếu tố LGBTQ.

## Đầu đời
Olshefski bắt đầu chơi vĩ cầm năm 3 tuổi. Cùng với em trai và em gái của mình, Olshefski thành lập tam tấu mang tên "Two Hits and Miss". Họ đã biểu diễn trên toàn nước Mỹ với sự hỗ trợ từcha mẹ và giáo viên âm nhạc.

## Biểu diễn âm nhạc
Olshefski đã đệm đàn cho Josh Grobin và Andrea Bocelli trong các buổi biểu diễn ở Seattle.  Ngoài vai trò là một nghệ sĩ biểu diễn solo, Olshefski còn là một bè trưởng của dàn nhạc giao hưởng. 
Kể từ năm 2016, Olshefski đã sản xuất các video âm nhạc, bao gồm các bản nhạc chủ đề như "Over the Rainbow", Cậu bé mất tích, Trò chơi vương quyền và "Never Enough" từ Bậc thầy của những ước mơ.
Vào tháng 9 năm 2016, Olshefski đã tổ chức một thử thách với mục đích từ thiện. Ở cuối video, anh khuyến khích người xem đăng một bức ảnh mình đóng góp cho một tổ chức từ thiện địa phương trên mạng xã hội để có cơ hội được giới thiệu trong một video ca nhạc sắp tới.
Âm nhạc của Olshefski đôi khi bao gồm chủ đề đồng tính nam, chẳng hạn như video âm nhạc của anh dựa trên bộ phim Nàng tiên cá của Disney. Các ví dụ có thể kể đến như âm nhạc từ Chiến tranh giữa các vì sao,  Cinderella và Moana.  Năm 2018, Olshefski đã song ca với ca sĩ, nhạc sĩ đồng tính Tom Goss bằng ca khúc "Perfect" của Ed Sheeran.